# 朱巴縣
朱巴縣（Juba County）是南蘇丹共和國中赤道省的一個縣，朱巴市為該縣最大的都市，也為省府所在地和國家首都。根據南蘇丹獨立前的2008年人口普查，朱巴縣有人口372,413。
縣的東北部是巴丁吉羅國家公園一部分。
1. ↑  . Eye Radio. 16 May 2013  [2019-08-15]. （原始内容存档于2019-08-15）.